# Мода (альбом)
«Мо́да»  — четвертий студійний альбом українського гурту Друга Ріка, випущений 22 травня 2008 року лейблом Moon Records. Пізніше, у 2013 році, відбувся реліз обмеженим тиражем альбому на вінілі. На п'ять пісень з альбому було знято відеокліпи.

## Про Альбом

### Звучання альбому
Альбом «Мода» являє собою стилістичне продовження брит-попового звучання свого попередника — «Рекорди» (2005), але більш драйвове. На платівці можна почути типові британські ходи характерні для гуртів Blur («Дискомода», «Мікрофони»), Coldplay («Космоzоо», «Дотик», «Кінець світу») та екскурс у інді-рок («Фурія»), який нагадує Wolfmother та Goldfrapp.

### Робота над матеріалом та запис
Підписавши контракт із Moon Records, музиканти почали працювати над новим альбомом навесні 2007 року. Спочатку гурт планував видати альбом наприкінці того-ж року, але через об'єктивні причини реліз постійно відкладали. Однією з таких перепон стала автокатастрофа, в яку потрапив вокаліст групи — Валерій Харчишин, після чого він тривалий час був прикутий до лікарняного ліжка. Ця подія спонукала музикантів повністю переробити матеріал, який вже був готовий, головним чином в текстовому плані, при чому багато замальовок майбутніх пісень Валерій зробив якраз у лікарні.
|                                 | Я все записував на мобільний телефон, бо писати від руки було просто неможливо у мене одна рука була повністю в гіпсі, а друга майже не рухалася, і я одним великим пальцем набирав на телефоні. Не скажу, що всі тексти написав в лікарні, це неправда, але якісь тези, якісь уривки, філософські висновки були написані там. З того вже виходили завершені композиції. |
| — Валерій Харчишин, лідер гурту | |

В день альбому, даючи інтерв'ю, було дано й часткову відповідь на питання про зміну лейблу  [Архівовано 5 березня 2016 у Wayback Machine.]:
|                                 | Інструментальні партії записували на студії 211. Ми давно дуже працюємо з Телезіним, вже нескромно давно. Хотілося б змінити студію і взагалі, вуха. Бо то є наші вуха, так? Ми одні з перших, коли Віталій тільки приїхав сюди, почали співпрацювати з ним ще на студії Столиця. Пізніше була його робота з Океанами, потім з’явився його власний проект. Тепер не знаю, чи будемо далі працювати. Не хочу нічого сказати поганого, просто прагнемо вже трохи іншого саунду. Мода вдався нам. Він відрізняється від альбому Рекорд, від платівки 2, від Я Є тим більше. Але наступний, ми будемо записувати десь в іншому місці, навіть не в Україні. Нові пісні вже є, якісь надбання невеличкі. Бо коли ми зводили, просто розігналися, і та інерція нас несла-несла і вже накопичили трохи пісень. |
| — Валерій Харчишин, лідер гурту | |

### Походження назви
Спочатку гурт планував назвати доробок «КосмоZoo», але потім казали, що він буде мати назву «Фурія», але врешті-решт вирішили зупинитися на назві «Мода». За словами Валерія, ця назва спливла у нього одночасно з двома іншими учасниками групи, а тому їм не залишалося нічого іншого, як саме її написати на обкладинці плити.
|                                 | Коли ми сиділи на студії, я був у підвалі, записував вокал. Хлопці сиділи нагорі і думали як назвати альбом. І от наш гітарист каже треба назвати Модно, а барабанник кричить Мода, і тут я виходжу, а я цього не чув, і кажу, що треба називати Мода. І після такого збігу думок ми просто не могли вже назвати альбом якось інакше. |
| — Валерій Харчишин, лідер гурту | |

## Композиції
| #     | Назва          | Автор слів                 | Автор музики                                                                             | Тривалість |
| ----- | -------------- | -------------------------- | ---------------------------------------------------------------------------------------- | ---------- |
| 1.    | «Номер 1»      | В. Харчишин                | С. Гера                                                                                  | 3:46       |
| 2.    | «Кінець світу» | В. Харчишин                | О. Барановський                                                                          | 4:00       |
| 3.    | «Пропоную мир» | В. Харчишин                | О. Барановський                                                                          | 3:34       |
| 4.    | «Дотик»        | В. Харчишин                | О. Барановський / С. Гера                                                                | 4:19       |
| 5.    | «Космоzoo»     | В. Харчишин                | О. Барановський                                                                          | 4:19       |
| 6.    | «О'будь...»    | В. Харчишин                | О. Барановський / С. Гера                                                                | 5:03       |
| 7.    | «Мікрофони»    | В. Харчишин                | В. Харчишин / С. Біліченко                                                               | 3:36       |
| 8.    | «Дискомоdа1»   | О. Дорошенко / В. Харчишин | В. Скуратовський / С. Біліченко / О. Барановський / В. Харчишин / С. Гера / О. Дорошенко | 3:35       |
| 9.    | «Фурія»        | В. Харчишин                | В. Скуратовський                                                                         | 2:44       |
| 10.   | «Не треба»     | В. Харчишин                | О. Барановський / В. Харчишин                                                            | 4:31       |
| 11.   | «Я полечу…»    | В. Харчишин                | В. Скуратовський / С. Біліченко / О. Барановський / В. Харчишин / С. Гера / О. Дорошенко | 4:14       |
| 43:40 |                |                            |                                                                                          |            |

Примітка
- 1 — У композиції використано мелодію пісні «Funkytown» гурту LIPPS INC.

## Музиканти
Друга Ріка
- Валерій Харчишин — вокал
- Олександр Барановський — гітара
- Сергій Біліченко — гітара
- Віктор Скуратовський — бас-гітара
- Сергій Гера — клавішні
- Олексій Дорошенко — барабани

Запрошені музиканти
- Олег Яшник — гітара (Треки 1, 10)

## Чарти
Згідно джерел top40-charts.com та tophit.ua, протягом 2007—2010 років, до чартів потрапили п'ять пісень з альбому: «Кінець світу», «Фурія», «Пропоную мир», «Я полечу…», «Космоzoo» та «Дотик»:
| Композиція     | Ukraine Top 40 [Архівовано 20 січня 2018 у Wayback Machine.] | Top City & Country Radio Hits [Архівовано 27 березня 2019 у Wayback Machine.] |
| -------------- | ------------------------------------------------------------ | ----------------------------------------------------------------------------- |
| «Кінець світу» | 1                                                            | 88                                                                            |
| «Фурія»        | -                                                            | 57                                                                            |
| «Пропоную мир» | 13                                                           | -                                                                             |
| «Я полечу…»    | 12                                                           | -                                                                             |
| «Космоzoo»     | 10                                                           | -                                                                             |
| «Дотик»        | -                                                            | 45                                                                            |